# Interstate 684
Interstate 684 is een noord-zuid Interstate highway in het oosten van de Verenigde Staten door de staten Connecticut en New York over een afstand van 45,8 km.
De snelweg verbindt I-84 met I-287, voornamelijk voor het woon-werkverkeer van en naar de noordelijke voorsteden van het grootstedelijk gebied van de stad New York. De route was oorspronkelijk onderdeel van I-87 in de jaren zestig. Het eerste gedeelte van de rijbaan werd in oktober 1968 voor verkeer geopend en het laatste segment werd in december 1974 voltooid. Het beginpunt is White Plains (I-287) en het eindpunt is Southeast (I-84 en NY-22). In de staat Connecticut loopt de stad zo'n 3 km door Fairfield County, maar bevat aldaar geen op- en/of afrit.